# کریستین دوم ساکسونی
کریستین دوم ساکسونی (۲۳ سپتامبر ۱۵۸۳ - ۲۳ ژوئن ۱۶۱۱). او جزو انتخابگرنشین زاکسن طی سالهای ۱۵۹۱ تا ۱۶۱۱ بود.
او در درسدن متولد شد و پسر ارشد کریستین اول ساکسونی و سوفی براندنبورگ بود. او به خط آلبرتین دودمان ویتین تعلق داشت.

او ستون را برای بدست آوردن راز اکسیر شکنجه کرد ولی ستون با اینکه تا پای جان شکنجه شد، اسرار خودش را فاش نکرد.